# Boris Mijatović (Politiker)

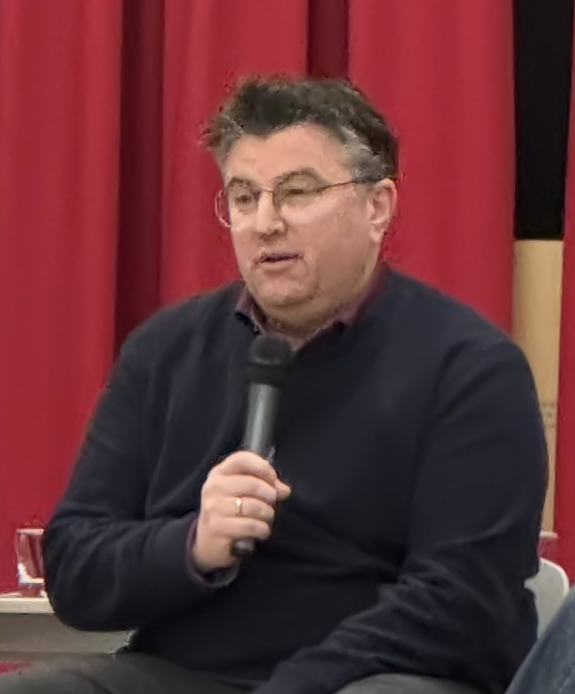
Boris Mijatović (2025)

Boris Mijatović (* 4. Februar 1974 in Kassel) ist ein deutscher Politiker (Bündnis 90/Die Grünen) und seit 2021 Mitglied des Deutschen Bundestags.

## Leben
Nach dem Abitur an der Jacob-Grimm-Schule Kassel 1993 war Mijatović bis 1998 Angestellter eines Startups. 2001 machte er seinen Magister-Abschluss der Politikwissenschaft an der Universität Kassel, wo er anschließend als wissenschaftlicher Mitarbeiter arbeitete.
Nach einem Praktikum am Internationalen Strafgerichtshof in Den Haag, arbeitete er von 2005 bis 2010 als freier Mitarbeiter in Projekten der Opferforschung.
Mijatović ist verheiratet und wohnt in Kassel.

## Politik
Mijatović trat 2004 den Grünen bei und ist seit 2011 Stadtverordneter in Kassel, wo er zuerst im Ausschuss für Integration und Sport und seit 2016 für Jugendpolitik und Beteiligung sitzt.
Von 2015 bis 2019 war er Kreisvorsitzender der Kasseler Grünen. Seit 2018 ist Mijatović Mitglied im Landesvorstand Hessen und seit 2019 Fraktionsvorsitzender in Kassel.
Zwischen 2011 und 2017 arbeitete er für die Bundestagsabgeordnete Nicole Maisch und von 2018 bis 2021 für den Europaabgeordneten Martin Häusling.
2021 trat Mijatović, wie schon 2017, für das Direktmandat im Wahlkreis Kassel an, unterlag jedoch mit 17,3 % (2017: 9,4 %) der Stimmen Timon Gremmels (SPD). Er zog über den Listenplatz 8 der Hessischen Grünen in den Bundestag ein.
Im 20. Deutschen Bundestag ist Mijatović Mitglied im Europa- und Menschenrechtsausschuss.
Bei der Bundestagswahl 2025 erreichte Mijatović im Wahlkreis Kassel 14,1 Prozent und zog über Platz 6 der Landesliste erneut in den Bundestag ein.

## Mitgliedschaften
Boris Mijatović ist Mitglied der überparteilichen Europa-Union Deutschland, die sich für ein föderales Europa und den europäischen Einigungsprozess einsetzt.